# Embleem van Guinee-Bissau
Het wapen van Guinee-Bissau werd kort na het verkrijgen van de onafhankelijkheid in 1973 aangenomen. Prominent in het embleem is een zwarte ster op een rode achtergrond. Het rode vlak wordt omringd door twee groene olijftakken, die aan de onderkant samenkomen in een gele schelp.
De schelp is een symbool voor de locatie van Guinee-Bissau aan de Afrikaanse kust, terwijl de kleuren groen, geel, rood en zwart de pan-Afrikaanse kleuren zijn. Deze kleuren komen ook terug in de vlag van Guinee-Bissau, evenals de zwarte ster (de Ster van Afrika). De olijftakken staan voor vrede.
Het lint onder in het embleem toont het nationale motto Unidade, Luta, Progresso ("Eenheid, Strijd, Vooruitgang").
Algerije · Angola · Benin · Botswana · Burkina Faso · Burundi · Centraal-Afrikaanse Republiek · Comoren · Congo-Brazzaville · Congo-Kinshasa · Djibouti · Egypte · Equatoriaal-Guinea · Eritrea · Ethiopië · Gabon · Gambia · Ghana · Guinee · Guinee-Bissau · Ivoorkust · Kaapverdië · Kameroen · Kenia · Lesotho · Liberia · Libië · Madagaskar · Malawi · Mali · Marokko · Mauritanië · Mauritius · Mozambique · Namibië · Niger · Nigeria · Oeganda · Rwanda · Sao Tomé en Principe · Senegal · Seychellen · Sierra Leone · Soedan · Somalië · Swaziland · Tanzania · Togo · Tsjaad · Tunesië · Westelijke Sahara · Zambia · Zimbabwe · Zuid-Afrika · Zuid-Soedan
Afhankelijke gebieden:
Brits Territorium in de Indische Oceaan · Canarische Eilanden · Ceuta · Melilla · Madeira · Mayotte · Réunion · Sint-Helena · Tristan da Cunha